# Moss Christie
Moss Christie (n. 18 septembrie 1901, Sydney, Noul Wales de Sud, Australia – d. 19 decembrie 1978, Sydney, Noul Wales de Sud, Australia) a fost un înotător ce a reprezentat Australia, medaliat olimpic. A participat la o ediție a Jocurilor Olimpice (1924) în care a câștigat o medalie de argint.

## Participări
Lista de mai jos prezintă principalele competiții la care a participat Moss Christie de-a lungul carierei.
- Jocurile Olimpice de vară din 1924